# افرای یونانی
افرای یونانی (نام علمی: Acer heldreichii) نام یک گونه از سرده افرا است.